# Антоніна (Паєнчанський повіт)
Антоніна (пол. Antonina) — село в Польщі, у гміні Стшельці-Великі Паєнчанського повіту Лодзинського воєводства.
Населення — 154 особи (2011).
У 1975-1998 роках село належало до Ченстоховського воєводства.

## Демографія
Демографічна структура станом на 31 березня 2011 року:
|          | Загалом | Допрацездатний вік | Працездатний вік | Постпрацездатний вік |
| -------- | ------- | ------------------ | ---------------- | -------------------- |
| Чоловіки | 80      | 13                 | 53               | 14                   |
| Жінки    | 74      | 11                 | 40               | 23                   |
| Разом    | 154     | 24                 | 93               | 37                   |